# 家變 (小說)
《家變》是臺灣作家王文興的長篇小說，1972年於《中外文學》月刊連載，隔年正式結集出版，是臺灣文學史上現代主義流派的代表作品。

## 故事梗概
本作以「父子衝突」為主題，藉「父親離家出走」的情節鋪陳家庭倫理的鉅變，以長篇小說的形式，對中國傳統文化進行顛覆與反思。
小說敘述范曄的父親范閩賢因不堪兒子的虐待而離家，范曄因此開啟尋父的歷程。故事情節以兩條年代不同的平行線推進，其一是范曄尋父的經過，其二是范曄的成長經歷。范曄在成長過程中逐漸發現父親的缺點，進而感到不滿；但是在夜深人靜時，他又會反省自己的行為，並自認仍愛著父親。小說後半因為范曄對父親的不滿逐漸累積，最終竟將父親逐出家門。小說結束時，范曄因為父親遲遲沒有回家而逐漸淡忘尋父的念頭。

## 主要人物
小說的主要人物是范曄及其父親范閩賢。根據故事設定，范氏家世不凡，范曄的祖父與叔祖皆曾任清廷官員，父親也曾留學法國。
范氏家族早年從福州遷居廈門，之後范曄、雙親和同父異母的哥哥渡海前往台灣。父親謀職不順，全家生活境況極差。某日，父親偶遇當年在中國大陸結交的好友陳伯啟。陳氏正在尋覓人手幫忙他在台灣的事業，范曄原想藉此機會改變貧窮的窘境，不料陳伯啟突患心臟病逝世，范閩賢也因此失去翻身的機會。
父權意識加上兩代人的生活習慣及消費觀念不同讓范家的處境每況愈下，父親離家，范曄掌握經濟大權後，與母親的生活才有逐漸好轉的跡象。

## 創作特色
《家變》的最大成就在於對主題的呈現以及對語言的創造及更新。陳芳明在《台灣新文學史》中指出，本作中文字的變形映照出角色的心理衝突與精神折磨，亦即，作者以文字變形分享小說中的情緒和氛圍。:395-396
王文興在《家變》中對於文字的使用引起多方討論，張漢良在〈淺談「家變」的文字〉中曾提到：「作者對文字的應用非常巧妙，第一是賦予文字生命，第二是重新演繹象形文字，第三是創造許多字詞。」:122-141這一點說明王文興在《家變》中非常重視文字的使用，有些初版時被改掉的字，甚至於再版時改回和原稿相同。:79
王文興在小說中重新賦予文字意義，甚至創造新的字形。在賦予文字意義方面，挑選適當的文字替換，讓字詞更貼近他想要帶出的意義。也透過象形字的使用，重新強調文字的意象。例如本書的第二部中，作者以「四周都很黑闇」描述范曄尋父返家時的境況，「闇」原指閉門的意思，也可指幽暗。選用「闇」是為了以舊有的字義說明周遭環境。另外，「闇」的名詞用法也暗指了范家的嚴厲。:126
造字方面，王文興將文字拆解，重新取用不同的部首相結合，表達聲音及畫面。意象的大量運用，細細刻劃出整段故事的情感。:122-141王文興也以適時的留白、標點符號、字體加粗等，模擬語氣變化與停頓。:102-111他之所以用這樣的方式寫作，是為了延長讀者的閱讀時間。:81-86
除語言外，在《家變》問世的1970年代，小說中父子衝突和家庭秩序崩潰的題材飽受爭議。當時有評論家認為，小說描寫的是主人翁范曄「如何成為中國傳統文化和倫理的叛徒」。

## 版本
《家變》首次發表於臺大外文系發行之《中外文學》月刊第1卷第1期（1972年），並於1973年由環宇出版社出版。
1978年改由洪範書店再次出版《家變》，並在2009年由作者重新校訂，出版《家變（精裝新版）》。
本書曾於1995年推出英譯版 Family Catastrophe (Honolulu: University of Hawaii)，1999年推出法譯版 Processus familial (Paris: Actes Sud)。